# Einar Gerhardsen
Einar Gerhardsen (ur. 10 maja 1897 w Asker, zm. 19 września 1987) – norweski polityk, trzykrotny premier Norwegii w latach 1945–1951, 1955–1963 oraz 1963–1965, członek Norweskiej Partii Robotniczej. Stworzył plan odbudowy Norwegii po II wojnie światowej. Przez wielu Norwegów uważany za Landsfaderen (ojca narodu norweskiego).